# Katori-Klasse (1940)
Die Katori-Klasse (japanisch 香取型練習巡洋艦 Katori-gata renshū-jun'yōkan) war eine Klasse von drei Schulkreuzern (Leichten Kreuzern) der Kaiserlich Japanischen Marine, welche im Zweiten Weltkrieg zum Einsatz kamen. Sie ist nach dem Einheitslinienschiff von 1905 die zweite Schiffsklasse der japanischen Marine, welche diesen Namen trägt.

## Geschichte

### Entwicklungsgeschichte
Mitte der 30er Jahre benötigte die Kaiserlich Japanische Marine neue Schulschiffe, um die dafür bisher eingesetzten alten Panzerkreuzer (Izumo, Iwate, Yakumo und Kasuga) zu ersetzen. Ursprünglich war geplant drei Leichte Kreuzer der Kuma-Klasse entsprechend umzurüsten, aber da Japan zum Ende des Jahres 1936 aus den Flottenverträgen ausgetreten war, gab es keine Rüstungsbeschränkungen mehr. Daher beschloss der Admiralstab 1937, eine neue Schiffsklasse für Langstrecken-Ausbildungsfahrten für Offiziersanwärter zu bauen, welche im Kriegsfalle auch als Flaggschiffe dienen konnten.
Der Entwurf der Klasse spiegelte ihren Aufgabenbereich wider, da der Schwerpunkt auf die Unterbringungsmöglichkeiten – diese waren nach den Standards der Marine großzügig bemessen – und Schulungsmöglichkeiten gelegt wurde. Daher sollte ein Großteil der Ausrüstung, welche auf anderen Schiffen der Marine zu finden war, eingebaut werden, darunter eine Reihe von verschiedenen Waffen, Feuerleit- und Navigationsausrüstung. Die Brücke war ebenfalls für die gleichzeitige Schulung einer größeren Anzahl Auszubildender ausgelegt. Ebenfalls zu Ausbildungszwecken wurde eine Antriebsanlage aus Dampfturbinen und Dieselmotoren vorgesehen, mit welcher eine Geschwindigkeit von 18 Knoten erreicht wurde. Da Geschwindigkeit keine wichtige Planungsgrundlage dargestellt hatte, betrug das Länge-Breite-Verhältnis nur 8,15, was den Schiffen ein gedrungenes Aussehen verlieh.

### Bau
Die ersten beiden Schiffe (Katori und Kashima) wurden mit den Baunummern 72 und 73 im Rahmen des 3. Kreis-Bauprogramms (Maru 3 Keikaku) von 1937 geordert und im August bzw. Oktober 1938 auf der Werft von Mitsubishi in Yokohama auf Kiel gelegt. Sie liefen im Juni und September 1939 vom Stapel und wurden im April bzw. Mai 1940 in Dienst gestellt.
Des Weiteren wurden im Rahmen des 4. Kreis-Bauprogramms (Maru 4 Keikaku) von 1939 und des Kreis-Zusatzprogramms (Maru Rin Keikaku) von Oktober 1940, je ein weiteres Schiff mit den Baunummern 101 (Kashii) und 237 (Kashihara) bei Mitsubishi in Yokohama geordert. Die im April 1939 auf Kiel gelegte Kashii wurde im Juli 1941 in Dienst gestellt. Für den im August 1941 auf Kiel gelegten Rumpf der Kashihara erfolgte am 6. November 1941 ein Baustopp. Eine Fertigstellung erfolgte nicht mehr. Das 6. Kreis-Bauprogramm (Maru 6 Keikaku) von 1942 sah den Bau von vier weiteren Einheiten – Baunummern 815 bis 818 – im Rahmen eines wenig fortgeschrittenen Projekts vor, doch diese Pläne wurden nicht verwirklicht.

### Einsatzgeschichte

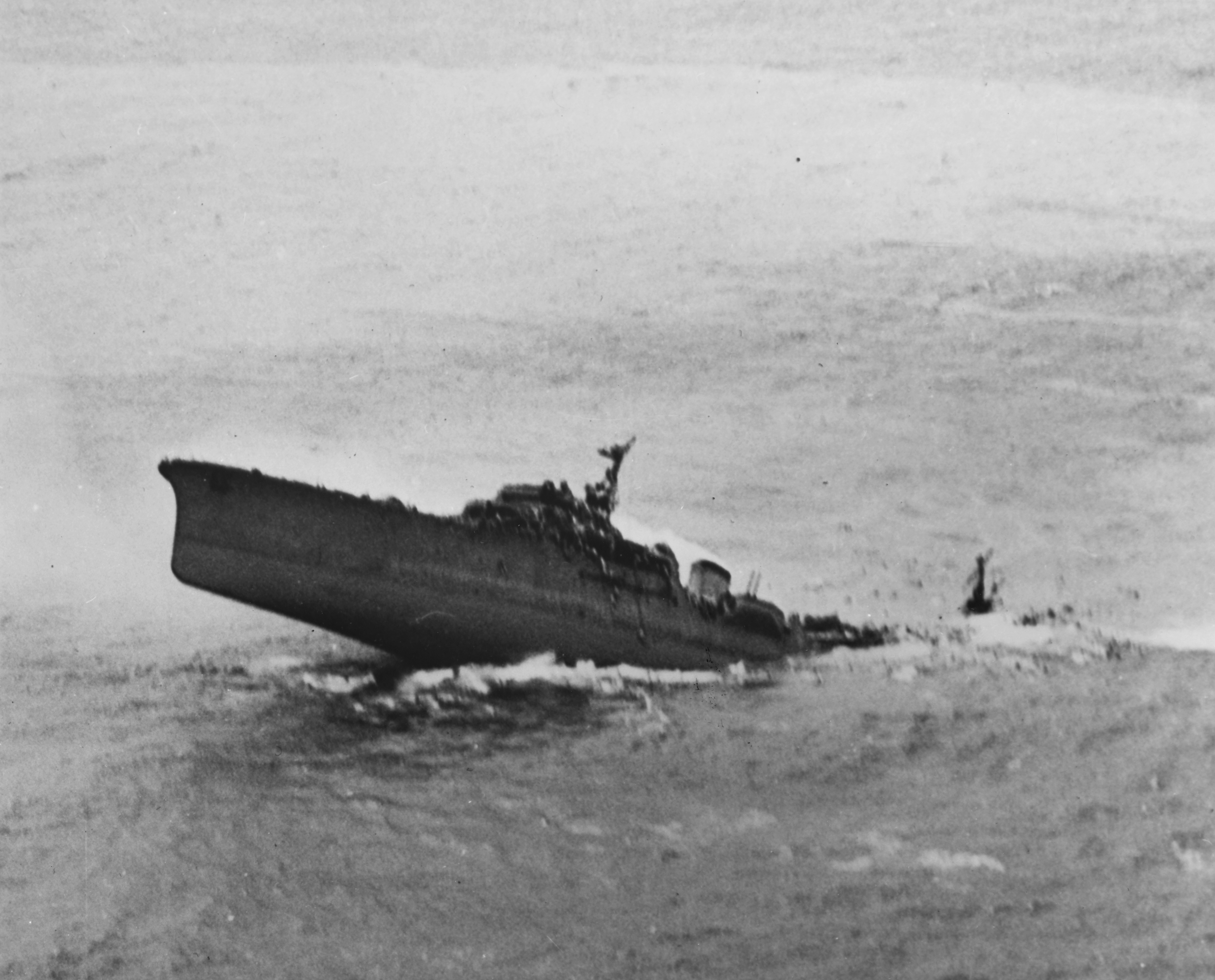
Untergang der Kashii nach Torpedo- und Bombentreffern.

Die Katori führte nach Indienststellung zusammen mit ihrem Schwesterschiff Kashima ihre einzige große Ausbildungsreise durch. Nach ihrer Rückkehr wurde sie zur Verwendung als Führungsschiff des 1. U-Bootgeschwaders umgebaut und ab Mai 1941 als Flaggschiff der 6. (U-Boot)-Flotte in Truk eingesetzt. Als dieses wurde sie am 1. Februar 1942 bei Kwajalein durch einen Angriff amerikanischer Trägerflugzeuge leicht beschädigt. Nach Reparatur in Japan kehrte es in April nach Truk zurück. Abgesehen von zwei kleinen Überholungen in Japan, blieb sie bis Februar 1944 als Flaggschiff der 6. Flotte im Zentralpazifik, hauptsächlich in Truk eingesetzt. Ab diesem Zeitpunkt wurde sie dem Kommando der Geleitkräfte unterstellt und nach Japan beordert, um zum U-Bootabwehrschiff umgebaut zu werden. Ihre Abreise wurde auf den 17. Februar 1944 gelegt. Weshalb sie sich bei Beginn der Operation Hailstone noch in Truk befand und von einem Flugzeugtorpedo getroffen wurde. Nach erfolgter provisorischer Reparatur ging die Katori in See und traf etwa 40 Seemeilen nordwestlich von Truk auf einen amerikanischen Kreuzerverband, welcher sie am 18. Februar versenkte.
Die Kashima wurde nach der Rückkehr von ihrer einzigen großen Ausbildungsreise, welche sie zusammen mit ihrem Schwesterschiff nach ihrer Indienststellung durchgeführt hatte, ab 15. November 1940 als Flaggschiff der Sentai 18 und ab dem 1. Dezember 1941 als Flaggschiff der 4. Flotte verwendet. In dieser Funktion verbrachte es die meiste Zeit, bis auf zwei Überholungen in Japan, in Truk. Im November 1943 wurde angeordnet, dass die Funktion des Flaggschiffes an den Leichten Kreuzer Nagara abzugeben sei und die Kashima nach Japan zurückkehren sollte, um Ausbildungsaufgaben zu übernehmen. Von Dezember 1943 bis 1944 führte sie Ausbildungsfahrten in der Seto-Inlandsee durch und wurde bei einer Reihe von Notfalltransporten eingesetzt. Im Dezember 1944 bis Ende Januar 1945 wurde sie zum U-Bootabwehrschiff umgebaut. Während dieser Verwendung operierte sie im Ostchinesischen und Japanischen Meer, konnte dabei aber keine Erfolge gegen amerikanische U-Boote verbuchen. Nach Kriegsende wurde sie außer Dienst gestellt und von der Flottenliste gestrichen. Führte aber bis November 1946 Repatriierungsfahrten durch und wurde danach abgewrackt.
Die Kashii wurde nach ihrer Indienststellung im Juli 1941 in Französisch-Indochina stationiert. Von dort eskortierte sie nach Kriegsbeginn Schiff für die Invasion von Malaya. Ab Februar 1942 tat sie dasselbe bei der Invasion von Sumatra. Nach der Kapitulation von Niederländisch-Ostindien, blieb sie im Südwesten und operierte von Singapur aus. Wie auch die Kashima bekam sie im November 1943 Order nach Japan zurückzukehren um Ausbildungsfahrten durchzuführen. Diese waren nur von kurzer Dauer, da sie ab März 1944 dem Kommando für Geleitkräfte unterstellt wurde und zum U-Bootabwehrschiff umgebaut wurde. Dieser Umbau wurde in nur einem Monat in der Marinewerft von Kure abgeschlossen und die Kashii als Führungsschiff des 1. Geleitgeschwaders eingesetzt, welches im Ostchinesischen Meer operierte. Während sie einen aus zehn Schiffen bestehen Konvoi eskortierte, wurde die Kashii durch Flugzeuge der Task Force 38 abgegriffen. Nach einem Torpedotreffer Mittschiffs und zwei Bombentreffern, einer traf das Wasserbombenmagazin, wurde sie am 12. Januar 1945 versenkt. Nur 19 Mann der Besatzung überlebten.

## Liste der Schiffe
| Bau-Nr.         | Name                       | Bauwerft                   | Kiellegung                 | Stapellauf                                       | Indienststellung                                 | Verbleib |
| --------------- | -------------------------- | -------------------------- | -------------------------- | ------------------------------------------------ | ------------------------------------------------ | --- |
| 72              | Katori (香取)              | Mitsubishi, Yokohama       | 28. August 1938            | 17. Juni 1939                                    | 20. April 1940                                   | versenkt am 18. Februar 1944 durch amerikanische Schiffsartillerie, während der Operation Hailstone nordwestlich von Truk                 |
| 73              | Kashima (鹿島)             | Mitsubishi, Yokohama       | 6. Oktober 1938            | 25. September 1939                               | 31. Mai 1940                                     | im Oktober 1945 außer Dienst gestellt und bis 1947 abgewrackt                                                                             |
| 101             | Kashii (香椎)              | Mitsubishi, Yokohama       | 4. Oktober 1939            | 15. Oktober 1940                                 | 15. Juli 1941                                    | versenkt am 12. Januar 1945 durch amerikanischen Luftangriff, während der Operation Gratitude östlich von Vietnam im Südchinesischen Meer |
| 237             | Kashihara (橿原)           | Mitsubishi, Yokohama       | 23. August 1941            | Baustopp am 6. November 1941 – später abgewrackt | Baustopp am 6. November 1941 – später abgewrackt | Baustopp am 6. November 1941 – später abgewrackt                                                                                          |
| 815 816 817 818 | Bauaufträge nicht vergeben | Bauaufträge nicht vergeben | Bauaufträge nicht vergeben | Bauaufträge nicht vergeben                       | Bauaufträge nicht vergeben                       | Bauaufträge nicht vergeben |

## Technische Beschreibung

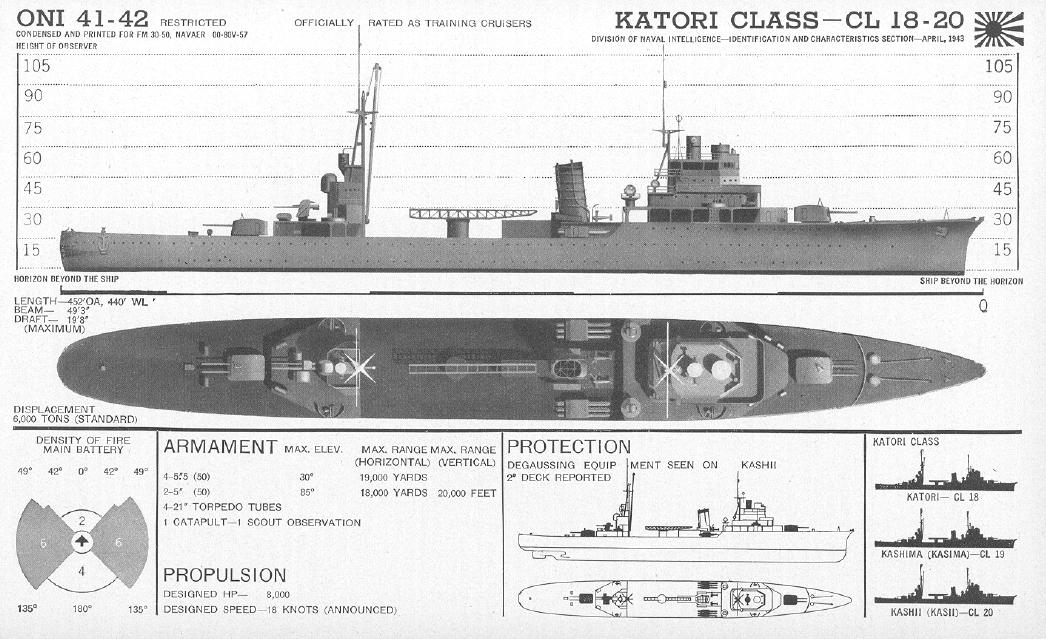
Aufstellung der Bewaffnung

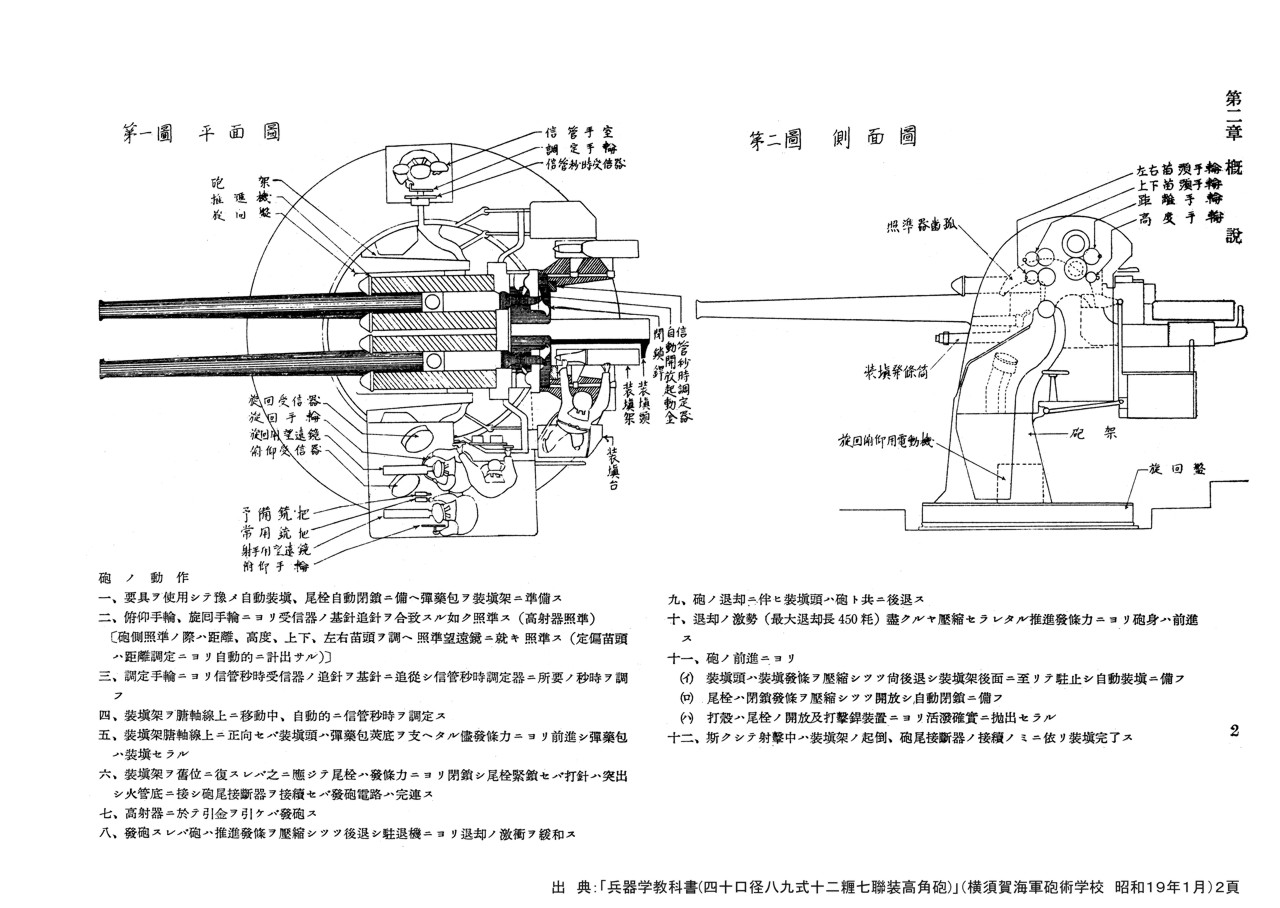
Zeichnung der Draufsicht und der Seitenansicht einer Typ-89-Zwillingslafette aus einem japanischen Ausbildungshandbuch von 1944, in der die Positionen der Geschützmannschaft dargestellt sind.

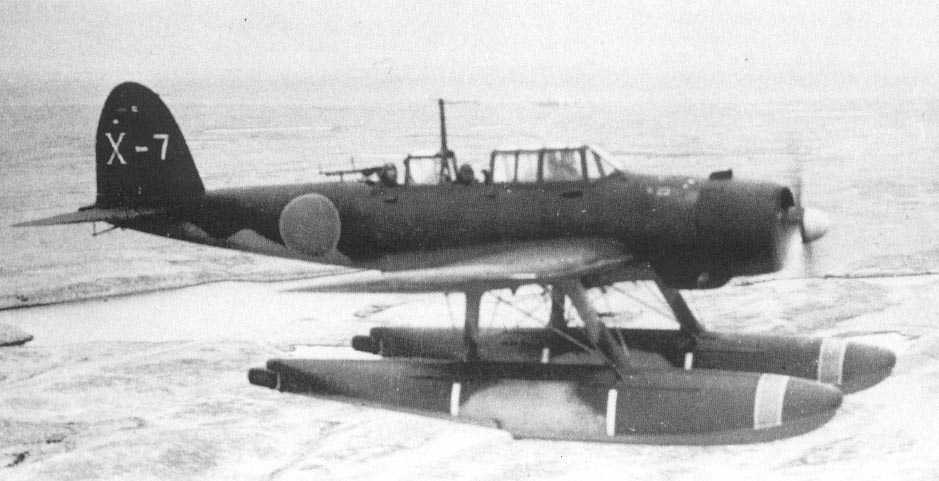
Bordflugzeug des Typs Aichi E13A

### Rumpf
Der Rumpf eines Kreuzers der Katori-Klasse, unterteilt in wasserdichte Abteilungen, war 129,77 Meter lang, 15,95 Meter breit und hatte bei einer Einsatzverdrängung von 6.279 Tonnen einen Tiefgang von 5,75 Metern. Der Panzerschutz setzte sich aus einem bis zu 50 mm starken Panzerdeck zusammen.

### Antrieb
Der Antrieb erfolgte durch drei ölbefeuerte Dampferzeuger – Kampon-Kesseln des Yarrow-Typs – mit zwei Getriebeturbinensätze und zwei Dieselmotoren, mit welcher eine Gesamtleistung von 8.000 PS (5.884 kW) erreicht wurde. Die Leistung wurde an zwei Wellen mit je einer Schraube abgegeben. Die Höchstgeschwindigkeit betrug 18 Knoten (33 km/h). Es konnten 600 Tonnen Kraftstoff gebunkert werden, was zu einer maximalen Fahrstrecke von 9.900 Seemeilen (18.335 km) bei 12 Knoten führte.

### Bewaffnung

#### Artillerie
Die Hauptbewaffnung der Schiffe der Katori-Klasse bestand aus vier 14-cm-Seezielgeschützen mit Kaliberlänge 50 Typ 3. Dieses 1916 eingeführte Geschütz hatte eine Feuerrate von 6 bis 10 Schuss die Minute und eine Lebensdauer von 800 Schuss. Es handelt sich um dieselben Geschütze, welche die vorhergehenden Leichten Kreuzer der Kaiserlichen Japanischen Marine trugen. Es konnte eine 38 Kilogramm schwere Granate bis zu 15,8 Kilometer weit schießen und war in zwei 50 Tonnen schweren leicht gepanzerten Zwillingstürmen (Typ A2) untergebracht. Diese waren in Schiffsmittellinie, einer vor dem Brückenaufbau und einer hinter dem achteren Deckshaus, aufgestellt. Diese Türme hatten eine Seitenrichtgeschwindigkeit von 4° pro Sekunde, eine Höhenrichtgeschwindigkeit von 6° pro Sekunde und einen Höhenrichtbereich von −5° bis +35°.

#### Flugabwehr und sonstige Bewaffnung
Zur Flugabwehr standen zwei 12,7-cm-Geschütze Typ 89 in Zwillingslafette – überhöht zum Turm B auf dem achteren Deckshaus – und vier 2,5-cm-Maschinenkanonen des Typ 96 in Zwillingslafetten auf Höhe der Brücke zur Verfügung. Des Weiteren befanden sich als Torpedobewaffnung, Mittschiffs auf Höhe des Schornsteins zwei Zwillingstorpedorohrsätze im Kaliber 61 cm für Torpedos des Typs 93 an Bord.
Bedingt durch die starken alliierten Luftstreitkräfte und der Änderung des Aufgabenbereichs während des Krieges, kam es zu einer kontinuierlichen Verstärkung bzw. Veränderung der Bewaffnung. Begonnen wurde damit alle drei Schiffe mit zwei zusätzlichen 2,5-cm Zwillingslafetten auszurüsten. Ab März 1944 (Kashii) bzw. Januar 1945 (Kashima) wurden die noch vorhandenen Schiffe zu U-Bootabwehreinheiten umgebaut. Dabei wurden die beiden Torpedorohrsätze an Land gegeben und durch vier 12,7-cm-Geschütze Typ 89 in Zwillingslafette ersetzt. Des Weiteren vier 2,5-cm Drillingslafetten und auf dem Achterdeck wurden zwei Wasserbombenablaufschienen und vier Werfer für 300 Wasserbomben installiert.
Bei Kriegsende hatte die Kashima eine leichte Flugabwehrbewaffnung aus 48 2,5-cm-Geschützen (4 Drillings- 4 Zwillings und 28 Einzellafetten) und 8 13,2-mm-Maschinengewehren Typ 93 in Einzellafette.

### Feuerleitanlagen und Sensoren

#### Feuerleitanlage
Zur Feuerleitung standen zwei Schnittbildentfernungsmesser mit Basislänge 4,5-Meter zur Verfügung. Des Weiteren zwei Suchscheinwerfer auf Plattformen vor der Position der Torpedorohrsätze.

#### Sensoren
Zur Suche nach U-Booten war ein Echoortungssystem des Typs 93 und einem Hydrophon-Set vom Typ 93 eingerüstet. Dieses Hydrophon-Set bestand aus zwei Gruppen zu je acht Sensoren, eine Gruppe auf jeder Schiffsseite.

### Bordflugzeug
Zum Zwecke der Aufklärung verfügte die Katori-Klasse über ein Bordflugzeug des Typs Aichi E13A. Dieses wurde über ein schwenkbares Flugzeugkatapult gestartet, welches sich zwischen Schornstein und achterem Dreibeinmast befand. Bei ihrer Rückkehr landete die Maschine auf dem Wasser und wurde von einem am achteren Dreibeinmast befindlichen Derrickkran zurück auf das Schiff bzw. Katapult gehoben.

## Besatzung
Die Besatzung bestand aus 315 Offizieren, Unteroffizieren und Mannschaften, zusätzlich konnten 275 Schüler eingeschifft werden. Ein Schiff der Klasse wurde üblicherweise durch einen Stabsoffizier im Rang eines Kaigun-taisa (Kapitäns zur See) befehligt.